# Melochia arenosa
Melochia arenosa är en malvaväxtart som beskrevs av George Bentham. Melochia arenosa ingår i släktet Melochia och familjen malvaväxter. Inga underarter finns listade i Catalogue of Life.